# Diagonalno dominantna matrika
Diagonalno dominantna matrika je matrika, ki ima v vsaki vrstici na glavni diagonali, element, ki ima takšno absolutno vrednost, da je vsota vseh absolutnih vrednosti ostalih nediagonalnih elementov manjša ali enaka temu elementu
{\displaystyle |a_{ii}|\geq \sum _{j\neq i}|a_{ij}|\quad {\text{ za vse }}i,\,}
kjer je
- {\displaystyle a_{ij}\,} element v i-ti vrstici in j-tem stolpcu.
- {\displaystyle a_{ii}\,} element na glavni diagonali v vrstici {\displaystyle i\,}

V tej definiciji se uporablja šibka neenakost (enak ali manjši), zato takšni matriki praviko, da je šibko diagonalno dominantna matrika. Kadar pa uporabimo strožji pogoj (samo manjši), je takšna matrika strogo diagonalno dominantna.

## Zgledi
V matriki
{\displaystyle \mathbf {A} ={\begin{bmatrix}3&-2&1\\1&-3&2\\-1&2&4\end{bmatrix}}}
velja
{\displaystyle |a_{11}|\geq |a_{12}|+|a_{13}|}   ker je   {\displaystyle |3|\geq |-2|+|1|}
{\displaystyle |a_{22}|\geq |a_{21}|+|a_{23}|}   ker je   {\displaystyle |-3|\geq |1|+|2|}
{\displaystyle |a_{33}|\geq |a_{31}|+|a_{32}|}   ker je   {\displaystyle |4|\geq |-1|+|2|}
To pa pomeni, da je matrika {\displaystyle A\,} diagonalno dominantna, ni pa strogo diagonalno dominantna (dve enakosti).
Če pogledamo naslednjo matriko {\displaystyle B\,}
{\displaystyle \mathbf {B} ={\begin{bmatrix}-2&2&1\\1&3&2\\1&-2&0\end{bmatrix}}},
dobimo
{\displaystyle |b_{11}|<|b_{12}|+|b_{13}|}   ker je   {\displaystyle |-2|<|2|+|1|}
{\displaystyle |b_{22}|\geq |b_{21}|+|b_{23}|}   ker je   {\displaystyle |3|\geq |1|+|2|}
{\displaystyle |b_{33}|<|b_{31}|+|b_{32}|}   ker je   {\displaystyle |0|<|1|+|-2|}.
Ker sta {\displaystyle |b_{11}|} in {\displaystyle |b_{33}|} manjša od vsote drugih diagonalnih elementov v isti vrstic, matrika {\displaystyle B\,} ni diagonalno dominantna.
Naslednja matrika
{\displaystyle \mathbf {C} ={\begin{bmatrix}-4&2&1\\1&6&2\\1&-2&5\end{bmatrix}}}
nam da
{\displaystyle |c_{11}|\geq |c_{12}|+|c_{13}|}   ker je   {\displaystyle |-4|>|2|+|1|}
{\displaystyle |c_{22}|\geq |c_{21}|+|c_{23}|}   ker je   {\displaystyle |6|>|1|+|2|}
{\displaystyle |c_{33}|\geq |c_{31}|+|c_{32}|}   ker je   {\displaystyle |5|>|1|+|-2|}.
To pa pomeni, da je matrika strogo diagonalno dominantna.